# Lista de municípios do Pará por IDH-M

Mapa do IDH do Pará.Legenda:
Muito alto (nenhum município)
Alto (3 municípios)
Médio (44 municípios)
Baixo (87 municípios)
Muito baixo (8 municípios)

Esta é uma lista de municípios do estado brasileiro do Pará por Índice de Desenvolvimento Humano (IDH), segundo dados do Programa da Nações Unidas para o Desenvolvimento (PNUD) datados do ano 2025. De acordo com os dados de 2015, o município com o maior Índice de Desenvolvimento Humano no estado do Pará era Belém, com um índice de 0,855 (considerado alto), e o município com o menor índice foi Melgaço, com um índice de 0,608 (considerado médio).
O cálculo do índice é composto a partir de dados de expectativa de vida ao nascer (IDH-L), educação (IDH-E), e PIB em Paridade do Poder de Compra per capita (IDH-R) recolhidos em nível nacional ou regional, e possui o objetivo de medir o padrão de vida. O índice foi desenvolvido em 1990 pelos economistas Amartya Sen e Mahbub ul Haq, e vem sendo usado desde 1993 pelo Programa das Nações Unidas para o Desenvolvimento (PNUD).
O Índice de Desenvolvimento Humano varia de 0 até 1, e nesta lista é dividido em cinco categorias: IDH muito alto (0,800 – 1,000), IDH alto (0,700 – 0,799), IDH médio (0,600  0,699), IDH baixo (0,500 – 0,599) e IDH muito baixo (0,000 – 0,499).

## Lista

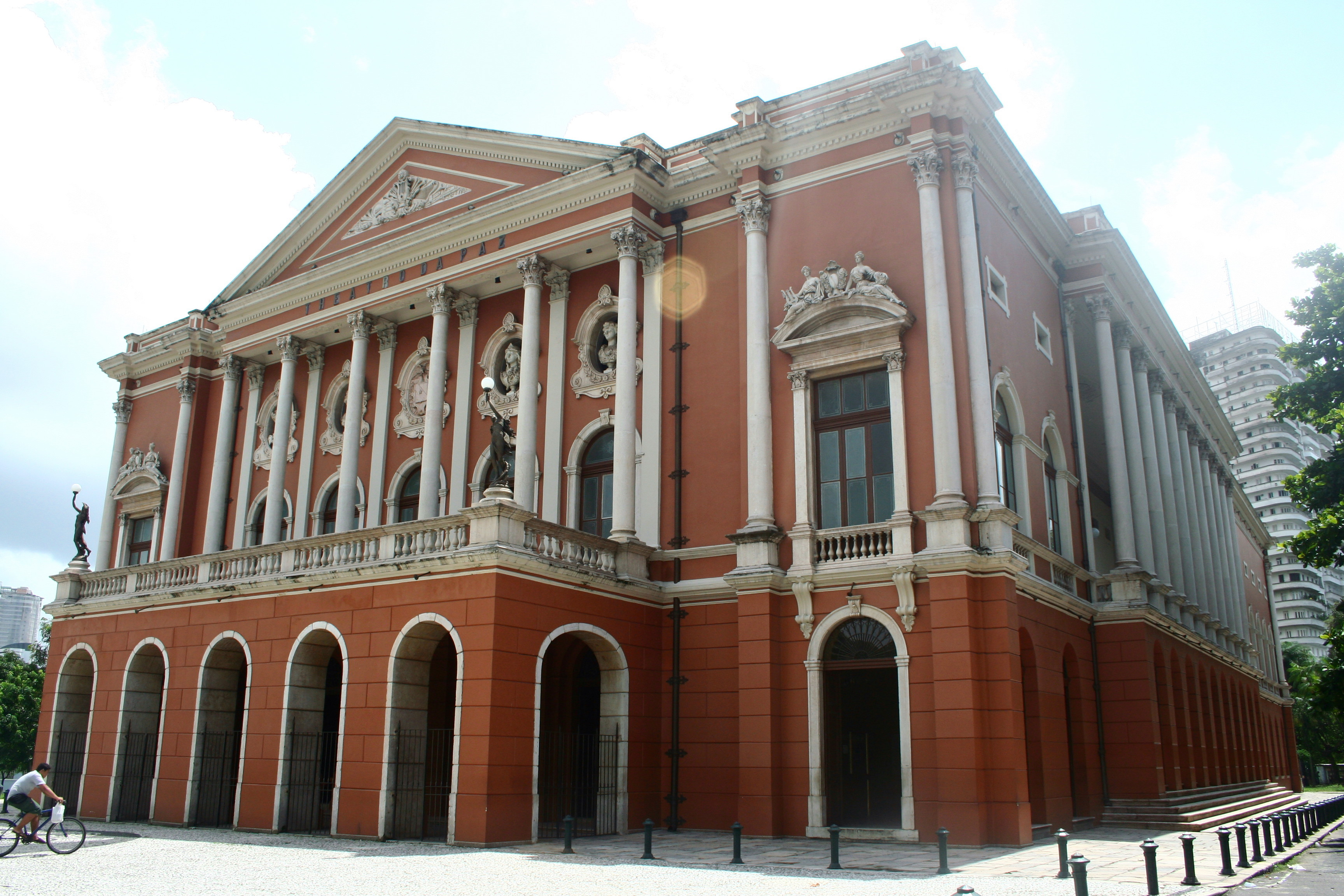
Theatro da Paz em Belém.

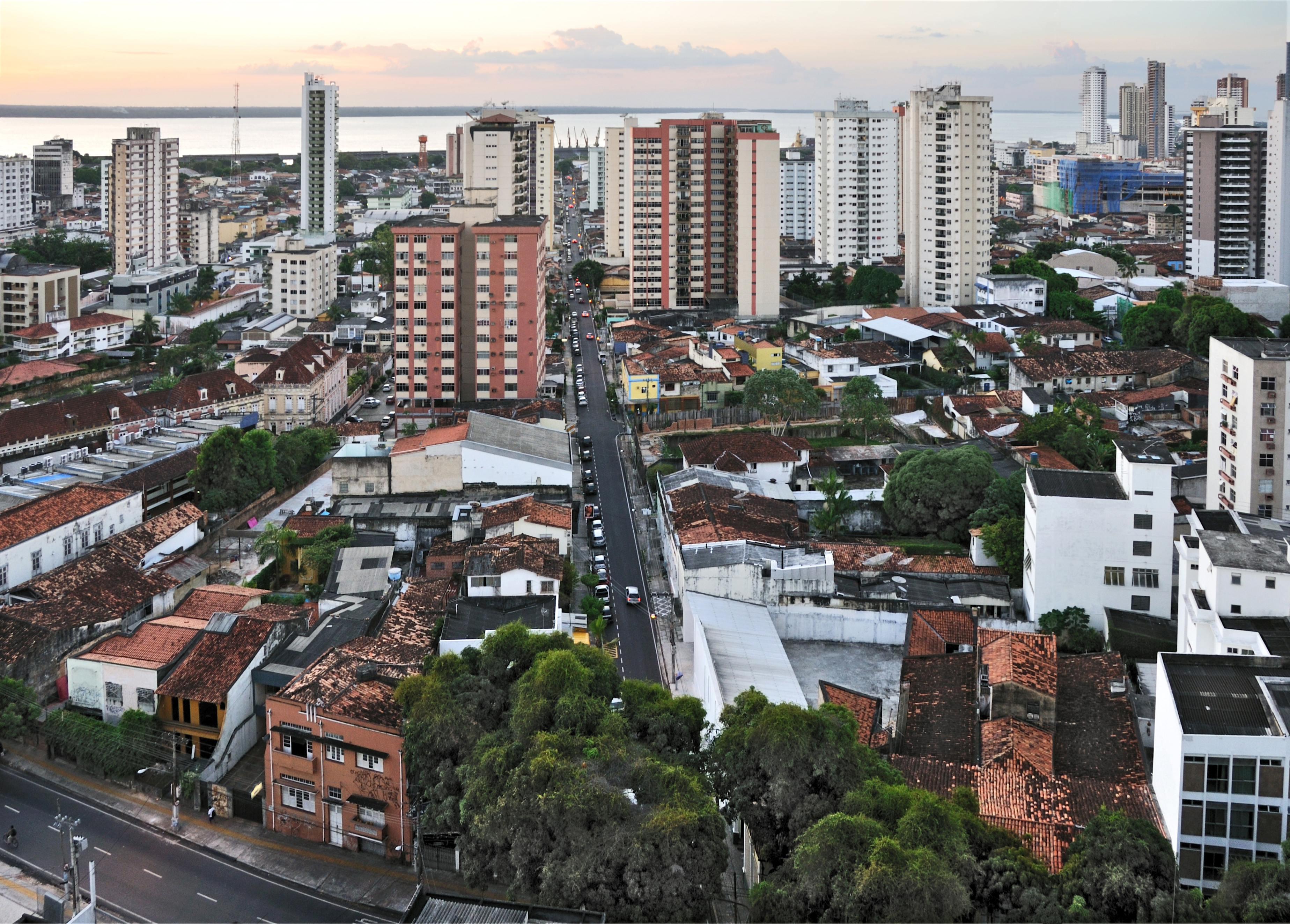
Vista da região central de Belém, a partir do bairro do Reduto, que possui IDH de 0,931.

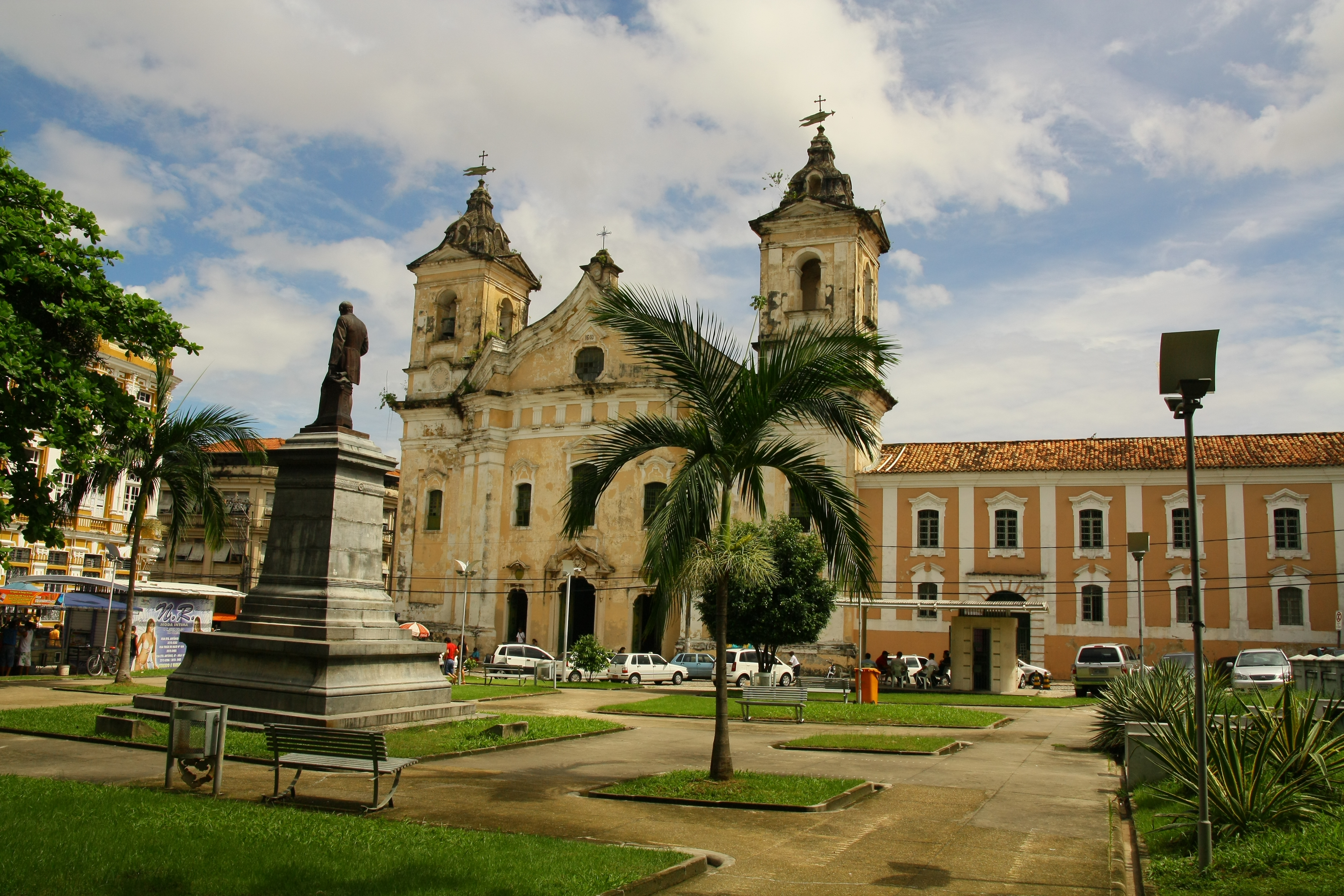
Igreja de Nossa Senhora das Mercês em Belém.

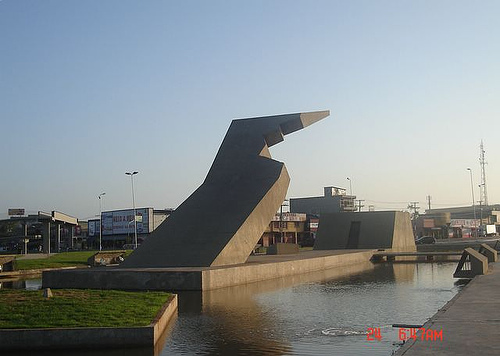
Memorial da Cabanagem em Belém, projetado pelo arquiteto Oscar Niemeyer.

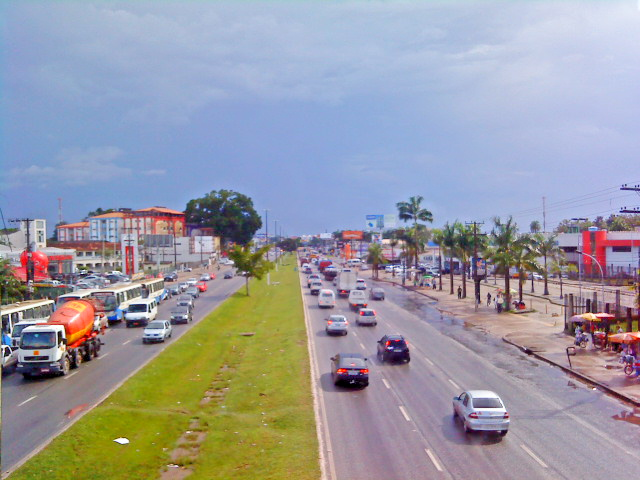
BR-316 em Ananindeua.

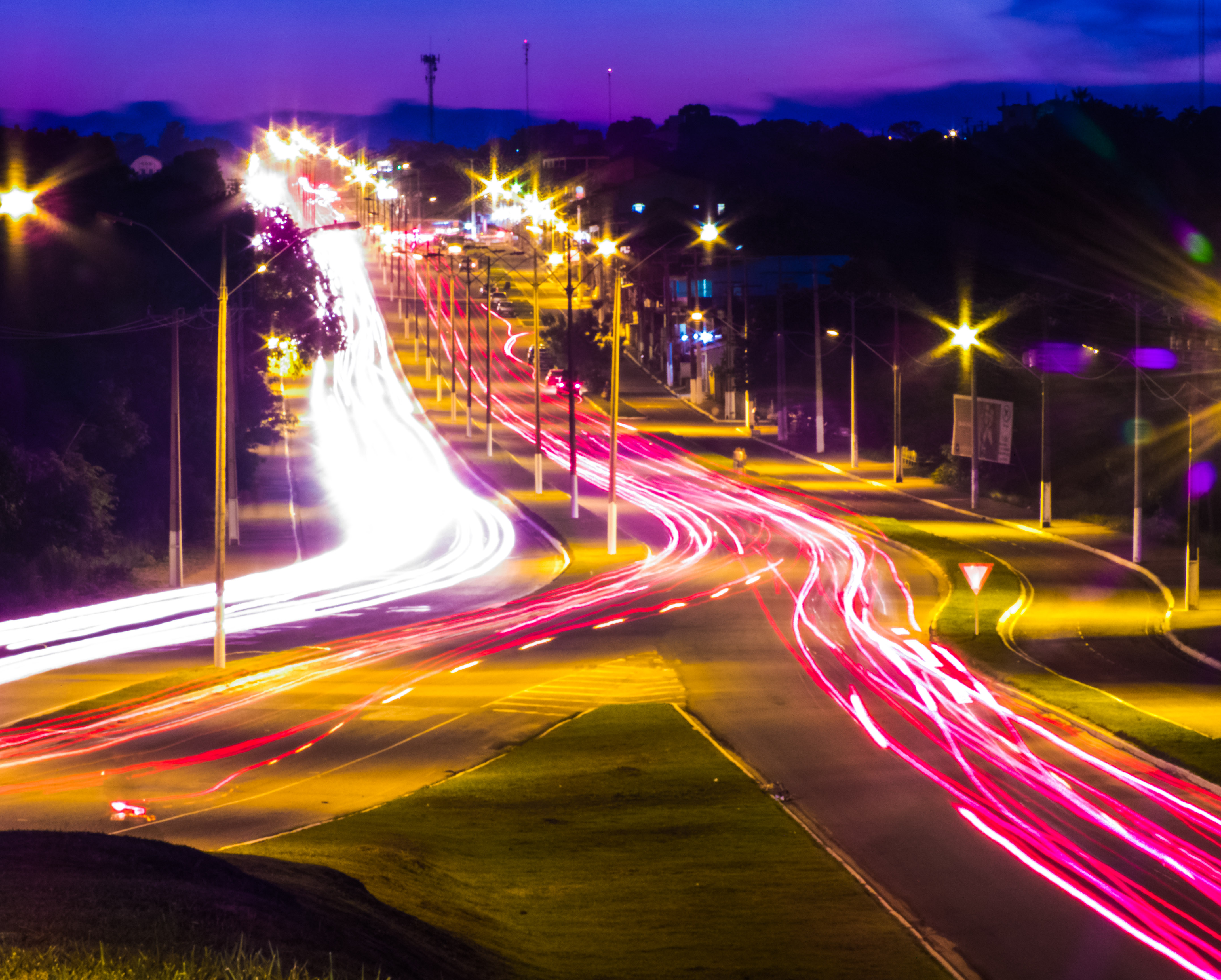
Avenida Engenheiro Fernando Guilhon, em Santarém.

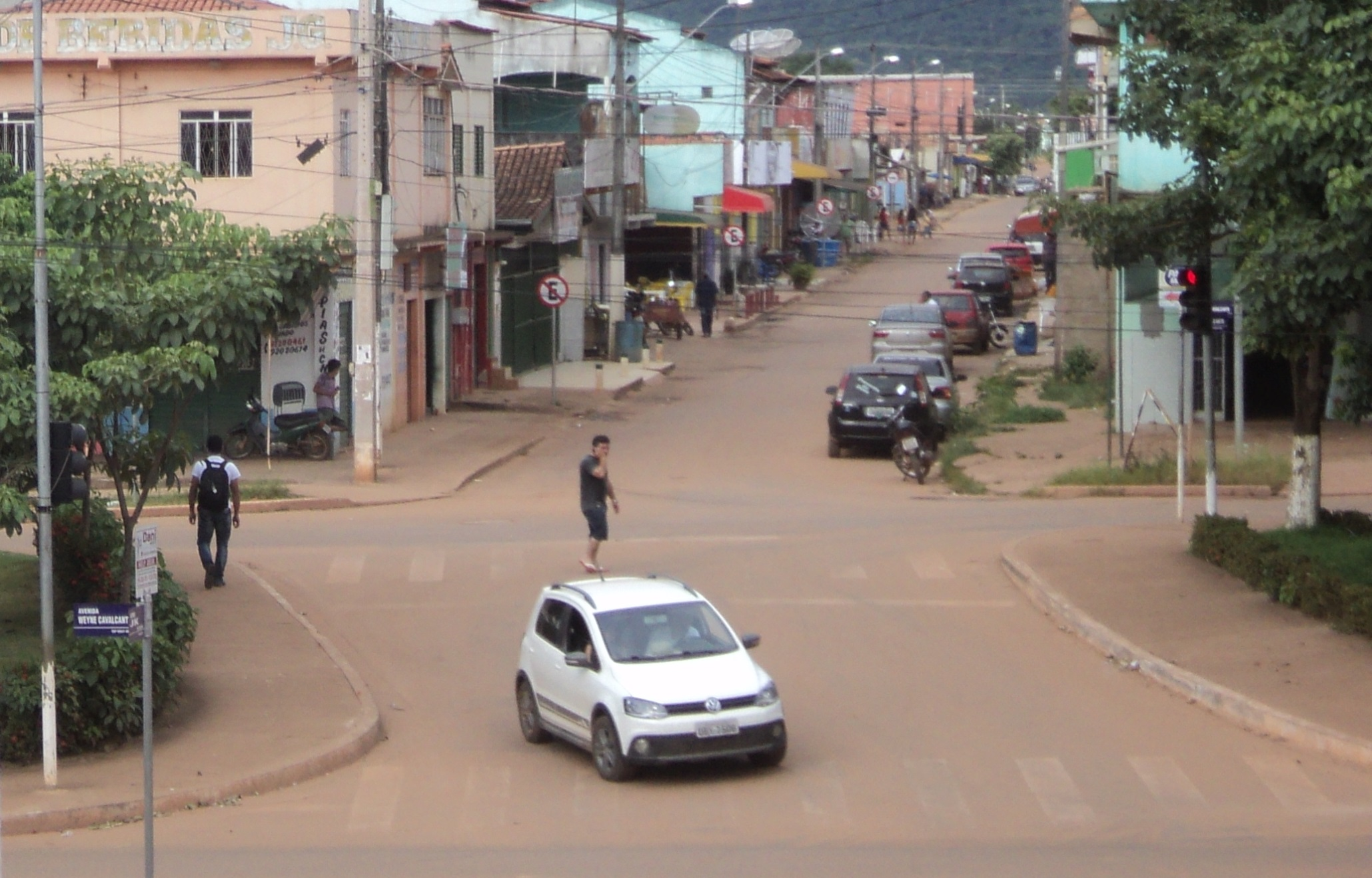
Cruzamento da avenida Weyne Cavalcante, na área central de Canaã dos Carajás.

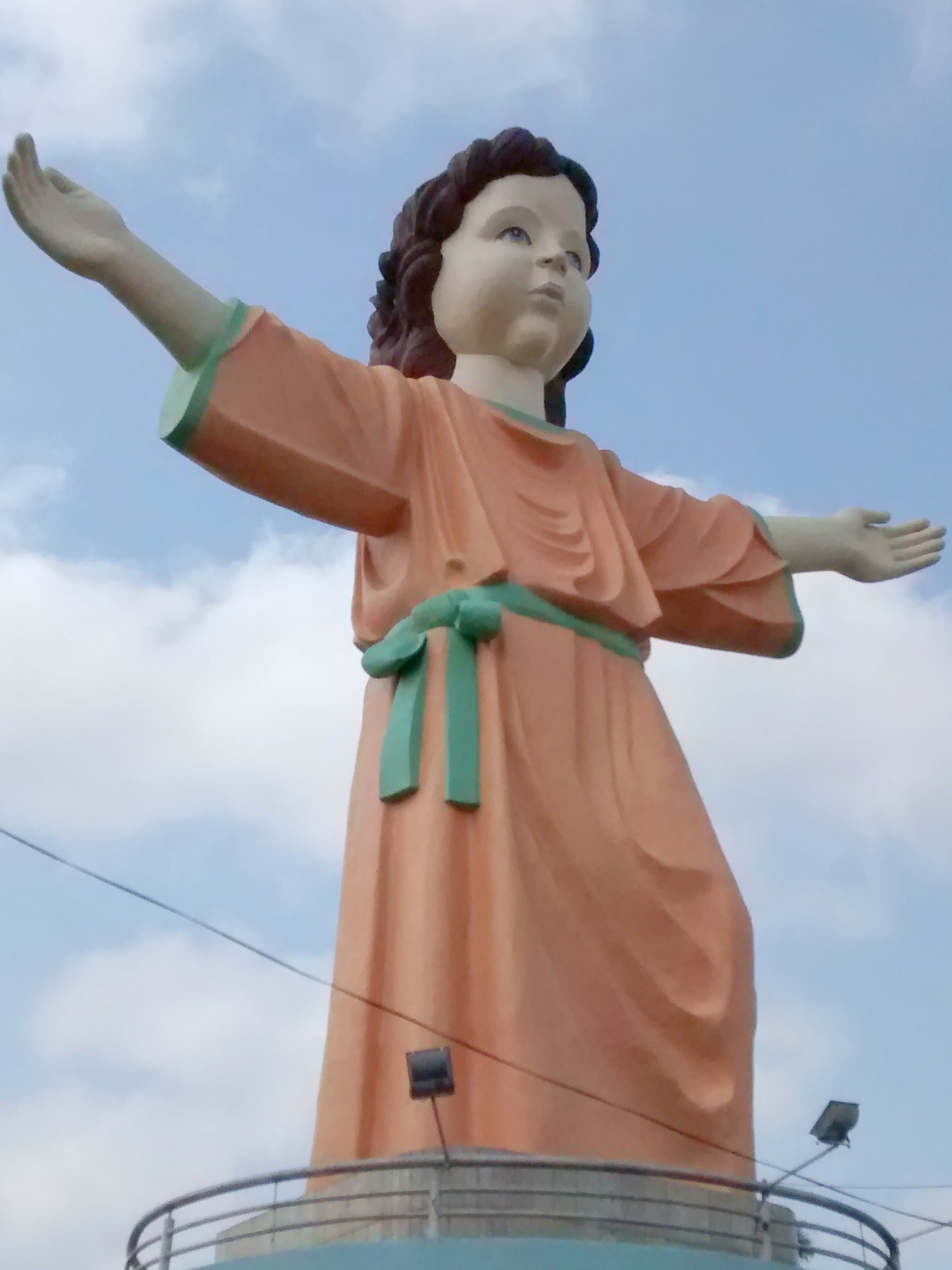
Monumento ao Menino Deus, padroeiro de Marituba, localizado na praça matriz da cidade.

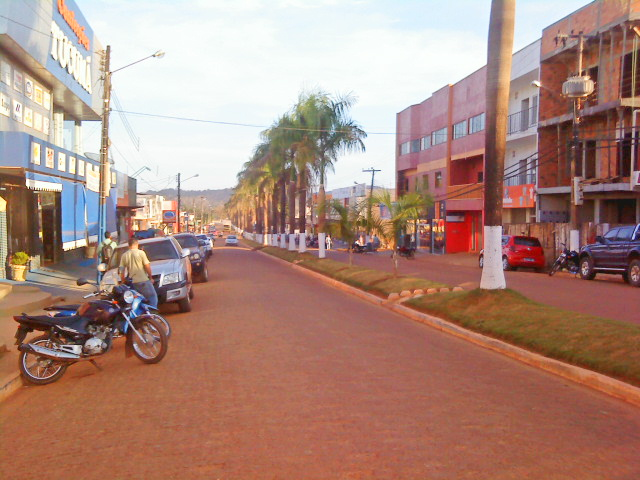
Avenida Pará, no centro comercial de Tucumã.

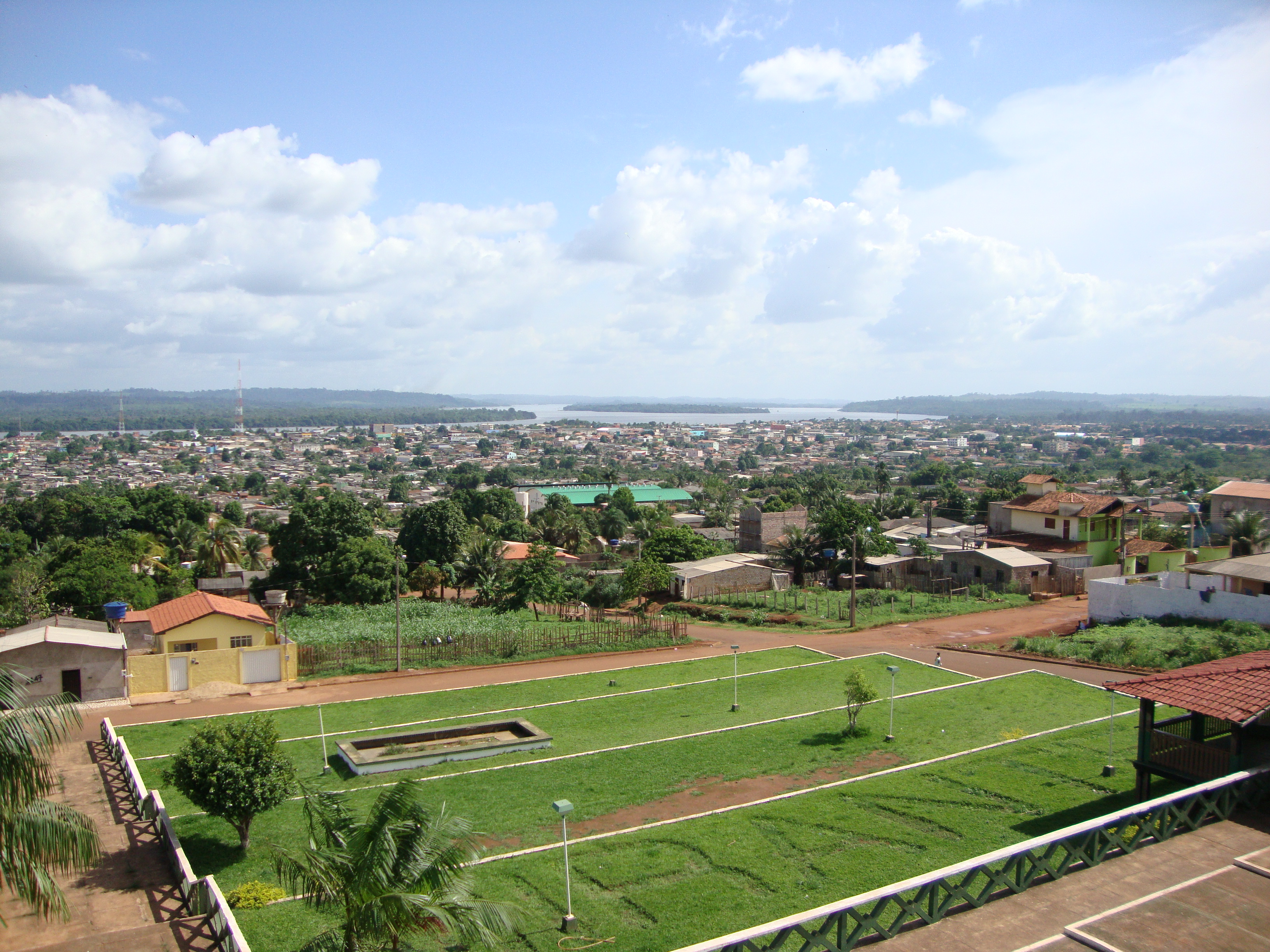
Vista de Altamira.

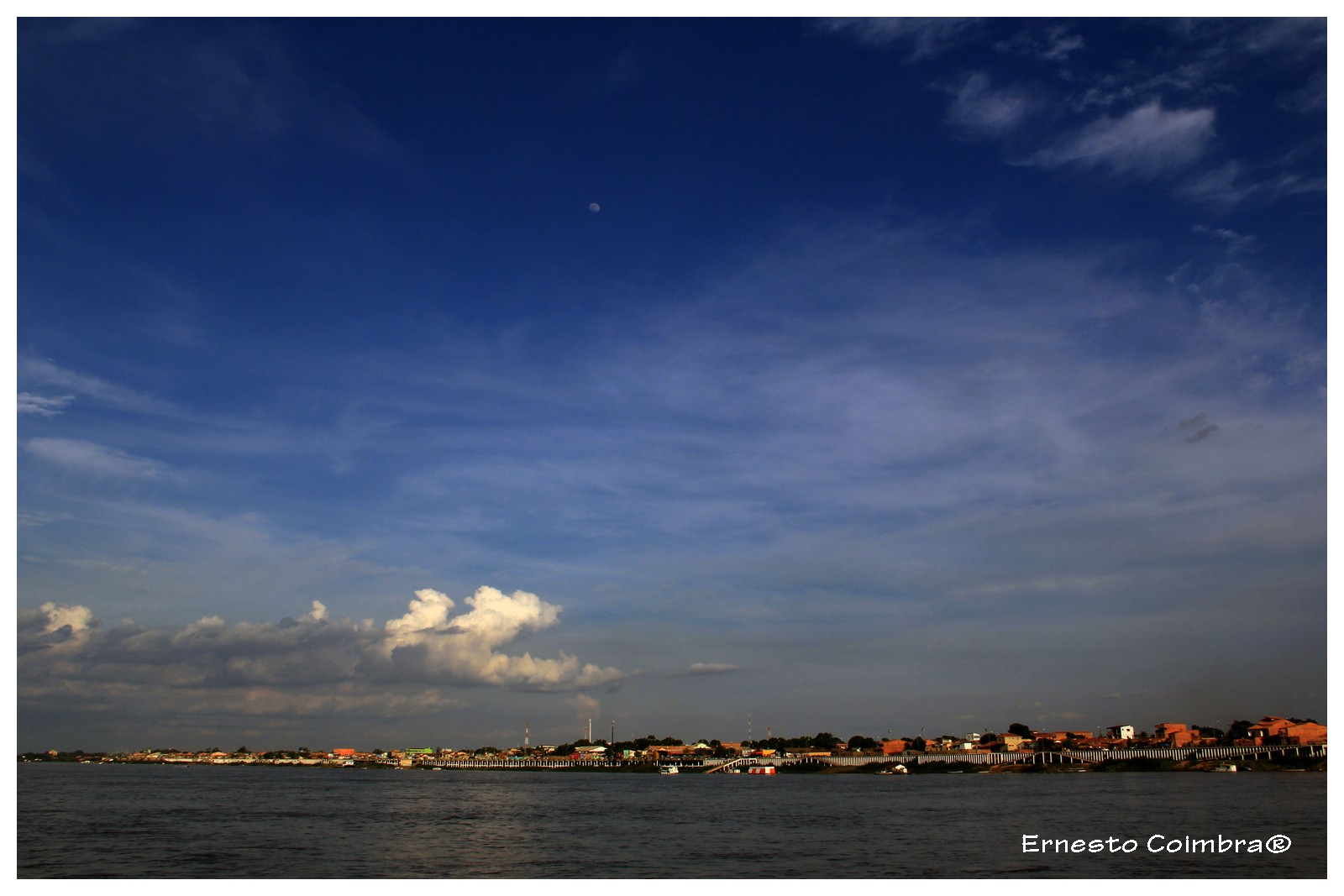
Orla de Marabá e rio Tocantins.

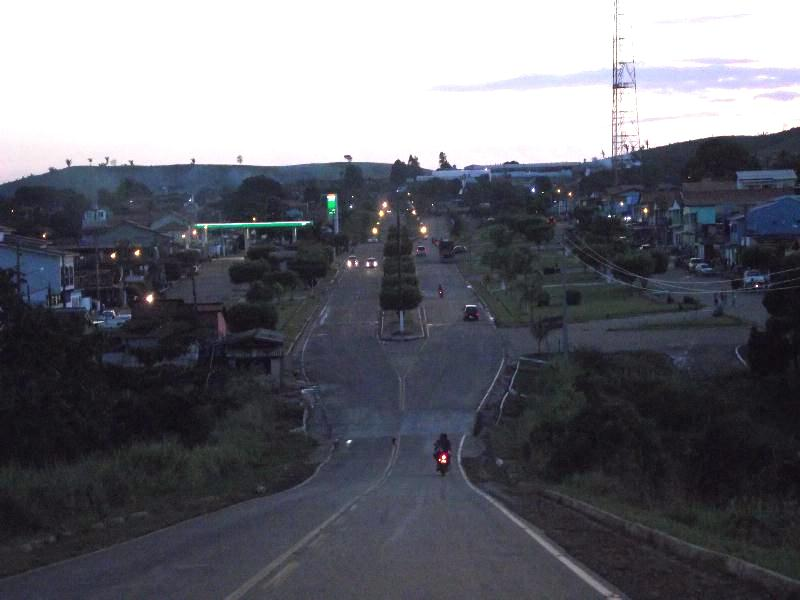
Imagem de Abel Figueredo no Pará.

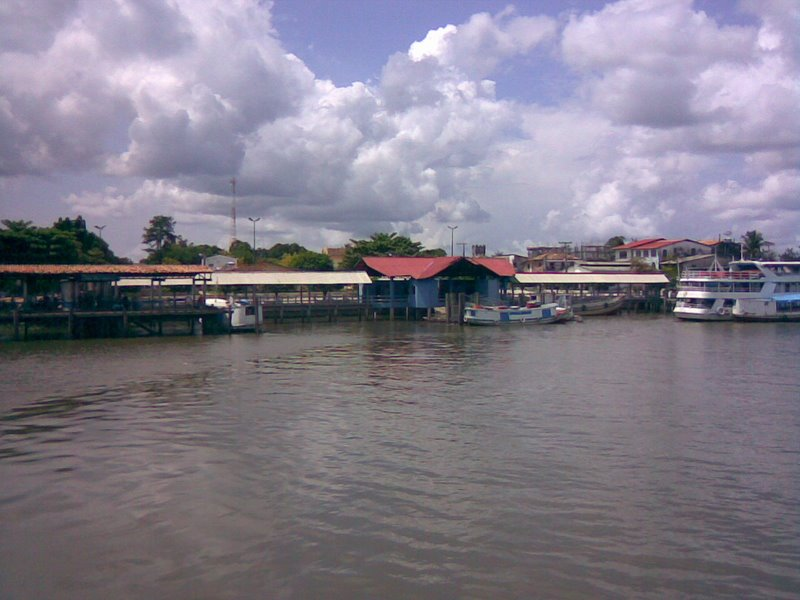
Vista do Porto na Frente da Cidade de Muaná.

| Posição           | Municípios                 | Dados de 2010    |
| Posição           | Municípios                 | IDH municipal    |
| IDH-M muito alto  | IDH-M muito alto           | IDH-M muito alto |
| ----------------- | -------------------------- | ---------------- |
| nenhum município  |                            |                  |
| IDH-M alto        |                            |                  |
| 1                 | Belém                      | 0,746            |
| 2                 | Ananindeua                 | 0,718            |
| 3                 | Parauapebas                | 0,715            |
| IDH-M médio       |                            |                  |
| 4                 | Santarém                   | 0,691            |
| 5                 | Marituba                   | 0,676            |
| 6                 | Canaã dos Carajás          | 0,673            |
| 7                 | Novo Progresso             | 0,673            |
| 8                 | Castanhal                  | 0,673            |
| 9                 | Redenção                   | 0,672            |
| 10                | Marabá                     | 0,668            |
| 11                | Tucuruí                    | 0,666            |
| 12                | Altamira                   | 0,665            |
| 13                | Benevides                  | 0,665            |
| 14                | Barcarena                  | 0,662            |
| 15                | Santa Isabel do Pará       | 0,659            |
| 16                | Tucumã                     | 0,659            |
| 17                | Capanema                   | 0,659            |
| 18                | Salinópolis                | 0,659            |
| 19                | Xinguara                   | 0,659            |
| 20                | Paragominas                | 0,659            |
| 21                | Almeirim                   | 0,642            |
| 22                | Conceição do Araguaia      | 0,640            |
| 23                | Itaituba                   | 0,640            |
| 24                | Rio Maria                  | 0,638            |
| 25                | Curionópolis               | 0,636            |
| 26                | Terra Santa                | 0,635            |
| 27                | Santo Antônio do Tauá      | 0,632            |
| 28                | Abaetetuba                 | 0,628            |
| 29                | Santa Bárbara do Pará      | 0,627            |
| 30                | Ourilândia do Norte        | 0,624            |
| 31                | Oriximiná                  | 0,623            |
| 32                | Jacundá                    | 0,622            |
| 33                | Abel Figueiredo            | 0,622            |
| 34                | Vigia                      | 0,617            |
| 35                | Dom Eliseu                 | 0,615            |
| 36                | Soure                      | 0,615            |
| 37                | Brasil Novo                | 0,613            |
| 38                | Marapanim                  | 0,609            |
| 39                | Nova Timboteua             | 0,609            |
| 40                | São Francisco do Pará      | 0,608            |
| 41                | Salvaterra                 | 0,608            |
| 42                | Terra Alta                 | 0,605            |
| 43                | Ulianópolis                | 0,604            |
| 44                | Rondon do Pará             | 0,602            |
| 45                | Santana do Araguaia        | 0,602            |
| 46                | Colares                    | 0,602            |
| 47                | Bragança                   | 0,600            |
| IDH-M baixo       |                            |                  |
| 48                | Mãe do Rio                 | 0,599            |
| 49                | Santa Maria do Pará        | 0,598            |
| 50                | Magalhães Barata           | 0,597            |
| 51                | Vitória do Xingu           | 0,597            |
| 52                | Igarapé-Açu                | 0,596            |
| 53                | São Geraldo do Araguaia    | 0,595            |
| 54                | Bannach                    | 0,594            |
| 55                | Óbidos                     | 0,594            |
| 56                | São Domingos do Araguaia   | 0,594            |
| 57                | São Félix do Xingu         | 0,594            |
| 58                | Juruti                     | 0,592            |
| 59                | Brejo Grande do Araguaia   | 0,591            |
| 60                | São Miguel do Guamá        | 0,591            |
| 61                | Sapucaia                   | 0,590            |
| 62                | Bom Jesus do Tocantins     | 0,589            |
| 63                | Monte Alegre               | 0,589            |
| 64                | Palestina do Pará          | 0,589            |
| 65                | Uruará                     | 0,589            |
| 66                | Tailândia                  | 0,588            |
| 67                | Belterra                   | 0,588            |
| 68                | Santarém Novo              | 0,587            |
| 69                | Tomé-Açu                   | 0,586            |
| 70                | São Caetano de Odivelas    | 0,585            |
| 71                | Floresta do Araguaia       | 0,583            |
| 72                | São João da Ponta          | 0,583            |
| 73                | Medicilândia               | 0,582            |
| 74                | Curuçá                     | 0,582            |
| 75                | Peixe-Boi                  | 0,581            |
| 76                | Nova Ipixuna               | 0,581            |
| 77                | Baião                      | 0,578            |
| 78                | Curuá                      | 0,578            |
| 79                | Cametá                     | 0,577            |
| 80                | Primavera                  | 0,577            |
| 81                | Macajuba                   | 0,575            |
| 82                | Pau D'Arco                 | 0,574            |
| 83                | Inhangapi                  | 0,572            |
| 84                | Maracanã                   | 0,570            |
| 85                | Breu Branco                | 0,568            |
| 86                | Ourém                      | 0,568            |
| 87                | Concórdia do Pará          | 0,566            |
| 88                | Água Azul do Norte         | 0,564            |
| 89                | Alenquer                   | 0,564            |
| 90                | Caiçara                    | 0,563            |
| 91                | Faro                       | 0,563            |
| 92                | Ponta de Pedras            | 0,562            |
| 93                | Trairão                    | 0,562            |
| 94                | Eldorado dos Carajás       | 0,560            |
| 95                | Goianésia do Pará          | 0,560            |
| 96                | Irituia                    | 0,559            |
| 97                | São Sebastião da Boa Vista | 0,558            |
| 98                | Santa Cruz do Arari        | 0,557            |
| 99                | Cumaru do Norte            | 0,550            |
| 100               | São João do Araguaia       | 0,550            |
| 101               | Bujaru                     | 0,552            |
| 102               | Placas                     | 0,552            |
| 103               | Anapu                      | 0,548            |
| 104               | Capitão Poço               | 0,548            |
| 105               | Rurópolis                  | 0,548            |
| 106               | Muaná                      | 0,547            |
| 107               | Moju                       | 0,547            |
| 108               | Igarapé-Miri               | 0,547            |
| 109               | Santa Luzia do Pará        | 0,546            |
| 110               | Bonito                     | 0,546            |
| 111               | Cachoeira do Arari         | 0,546            |
| 112               | Santa Maria das Barreiras  | 0,544            |
| 113               | Quatipuru                  | 0,543            |
| 114               | Limoeiro do Ajuru          | 0,541            |
| 115               | Aveiro                     | 0,541            |
| 116               | São João de Pirabas        | 0,539            |
| 117               | Novo Repartimento          | 0,537            |
| 118               | São Domingos do Capim      | 0,532            |
| 119               | Tracuateua                 | 0,531            |
| 120               | Itupiranga                 | 0,528            |
| 121               | Garrafão do Norte          | 0,526            |
| 122               | Augusto Corrêa             | 0,520            |
| 123               | Aurora do Pará             | 0,519            |
| 124               | Pacajá                     | 0,515            |
| 125               | Viseu                      | 0,515            |
| 126               | Senador José Porfírio      | 0,514            |
| 127               | Gurupá                     | 0,509            |
| 128               | Oeiras do Pará             | 0,507            |
| 129               | Acará                      | 0,506            |
| 130               | Jacareacanga               | 0,505            |
| 131               | Breves                     | 0,503            |
| 132               | Porto de Moz               | 0,503            |
| 133               | Nova Esperança do Piriá    | 0,502            |
| 134               | Curralinho                 | 0,502            |
| IDH-M muito baixo |                            |                  |
| 135               | Afuá                       | 0,489            |
| 136               | Ipixuna do Pará            | 0,489            |
| 137               | Anajás                     | 0,484            |
| 138               | Portel                     | 0,483            |
| 139               | Cachoeira do Piriá         | 0,473            |
| 140               | Bagre                      | 0,471            |
| 141               | Chaves                     | 0,453            |
| 142               | Melgaço                    | 0,418            |